# Тейссен, Вальтер
Вальтер Мейер Тиммерман Тейссен (нидерл. Walter Meijer Timmerman Thijssen; 28 сентября 1877, Джокьякарта, Голландская Ост-Индия — 3 июля 1943, Хилверсюм, Северная Голландия) — нидерландский гребец, бронзовый призёр летних Олимпийских игр 1900.
Происходил из семьи Мейер-Тиммерман-Тейссен, в конце XVIII века обосновавшейся в Голландской Ост-Индии и сделавшей себе состояние морскими торговыми перевозками. Изучал инженерное дело в Делфтском политехникуме, работал на судоходном канале близ Роттердама. Состоял в студенческом гребном клубе «Лага» из Делфта.
На Играх участвовал только в соревнованиях восьмёрок. Его команда сначала выиграла полуфинал, а затем заняла третье место в финале, выиграв бронзовую медаль.
Сын, Дик Мейер Тиммерман Тейссен (род. 1921) — предприниматель в области химической промышленности, президент Ассоциации европейских производителей азотных удобрений (1972—1976).